# Reino de Bundu

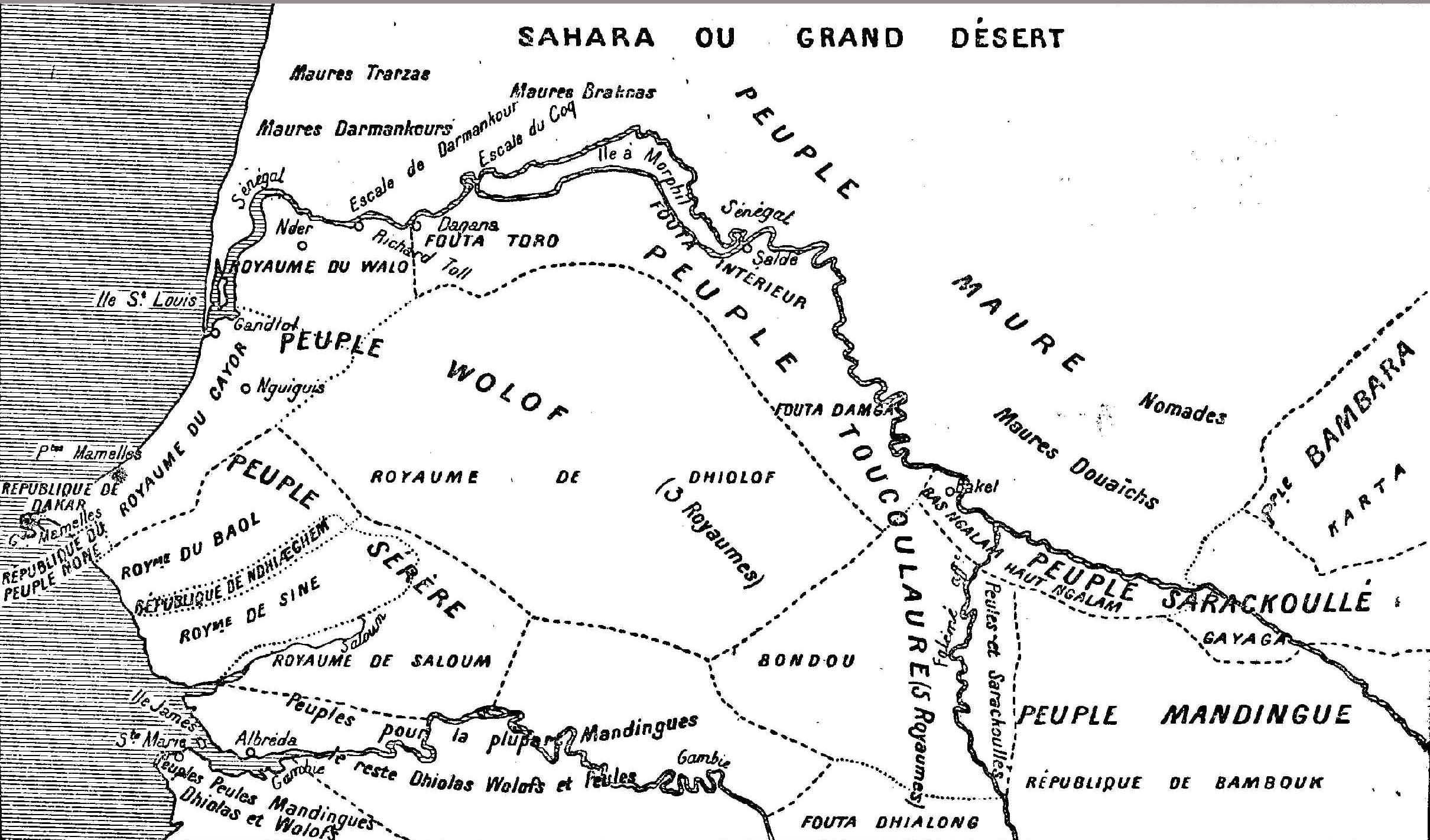
Agrupamentos percebidos pela França no Senegal perto de 1850. O estado pré-colonial é mostrado no centro inferior. A população local pode muito bem ter contestado esses limites ou sua firmeza.

Bundu (também Bondu, Bondou e Boundou) era um estado da África, mais tarde um protetorado francês dependente da colônia do Senegal. Situava-se entre o rio Falémé e o curso superior do rio Gâmbia, entre 13 e 15 N, e 12 e 13 W.

## Descrição
O país é um planalto elevado, com colinas nas partes sul e central. Estes são geralmente improdutivos e cobertos com madeira atrofiada; mas o país mais baixo é fértil e finamente vestido com o baobá, o tamarindo e várias árvores frutíferas valiosas. Bundu é atravessado por torrentes, que fluem rapidamente durante as chuvas, mas ficam vazias na estação seca.
Os habitantes eram na maioria fulas, embora os mandingas da área controlassem o comércio. A maioria das pessoas eram muçulmanas e a estrutura legal seguia a lei islâmica, mas não era conhecida como uma região estritamente observadora.

## História
Bondu foi controlado pelos governantes Mandês até a segunda metade do século XVII, quando os muçulmanos fulas assumiram o que é considerado o primeiro das jiades fulas na África Ocidental.
Mungo Park, o primeiro viajante europeu a visitar o país, passou por Bondu em 1795 e teve que se submeter a muitas exações do monarca reinante. A residência real estava então em Fatteconda; mas quando o major William Gray, um oficial britânico que tentou resolver o problema do Níger, visitou Bondu em 1818, ele foi transferido para Bulibani (Boolibany), uma vila com uma população de 1500 a 1800, cercada por uma forte muralha de barro. Em agosto de 1845, o rei de Bondu assinou um tratado reconhecendo a soberania francesa sobre seu país. O tratado foi desconsiderado pelos nativos, mas em 1858 Bondu ficou definitivamente sob o controle francês.

## Pessoas notáveis
- Ayuba Suleiman Diallo (1701-1773), comerciante de escravos que foi escravizado pelos Mandinka
- Richard Pierpoint, escravo libertado, soldado do exército britânico e agricultor em Fergus, Ontário Canadá